# هاینکل هائی ۵۱
هاینکل هائی ۵۱ (به آلمانی: Heinkel He 51) یک هواگرد دوباله تک‌موتوره تک‌سرنشین ساخت کارخانه هاینکل در آلمان بود. در ابتدا مدل جنگنده این هواگرد طراحی شد اما بعدها نمونه‌های آب‌نشین و تهاجمی آن نیز ایجاد گردید. نخستین پرواز این هواگرد در سال ۱۹۳۳ انجام گرفت.

## طراحی و توسعه
هنگامی که هواگرد دوباله تک‌سرنشین هاینکل هائی ۴۹آ نخستین پرواز خود را ماه نوامبر سال ۱۹۳۲ به انجام رساند، یک هواگرد آموزشی غیرنظامی به حساب می‌آمد. با این وجود موتور ب‌ام‌و ۶ می‌توانست آن را به حداکثر سرعت حدود ۳۲۰ کیلومتر بر ساعت برساند که مشابه جنگنده‌ها بود. دو پیش‌نمونه دیگر با نام‌های هائی ۴۹ب که ماه فوریه سال ۱۹۳۳ پرواز کرد و هائی ۴۹سی که بدنه طولانی‌تری داشت، تولید شدند.
این هواگرد با عنوان هائی ۵۱ سفارش داده شد. نخستین نمونه پیش‌تولید از مدل هائی ۵۱آ-۰ ماه مه سال ۱۹۳۳ به پرواز درآمد. با عنوان هواگرد آموزشی برای مخفی نگاه داشتن برنامه آلمان در توسعه نیروی هوایی خود، مدل تولید هائی ۵۱آ-۱ از ماه ژوئیه سال ۱۹۳۴ تحویل شد.
این هواگرد با طراحی سنتی به صورت دم‌چرخ، تمام فلزی با پوشش پارچه‌ای از موتور ب‌ام‌و ۶ خنک‌شونده با مایع و دو مسلسل ۷٫۹۲ میلی‌متر هماهنگ‌سازی‌شده ام‌گه ۱۷ بر روی موتور استفاده می‌کرد. هائی ۵۱آ در بخش دم، بال‌ها، ارابه فرود و رادیاتور با مدل پیشین خود مقداری تفاوت داشت. ارابه‌های فرود این هواگرد ثابت و اتاقک خلبان زیر بال‌بالایی و سر باز بود. اندازه بال‌های آن متفاوت و بال بالایی اندکی جلوتر از بال پایینی بود.
هائی ۵۱ جهت جایگزینی آرادو آر ۶۵ طراحی شد اما به صورت همزمان با آرادو آر ۶۸ مورد استفاده قرار گرفت. نسخه اولیه هائی ۵۱ بلافاصله پس از ورود به خدمت و با توجه به ضعف عیان عملکرد در مقابل آر ۶۸ منسوخ به حساب می‌آمد؛ از این رو تنها ۱۵۰ فروند از آن تولید شد.
مدل هائی ۵۱ب با سازه تقویت‌شده ماه ژانویه سال ۱۹۳۶ وارد خط تولید شد. ابتدا ۱۲ فروند از نسخه پیش‌تولید هائی ۵۱ب-۰ و متعاقباً ۱۲ فروند از نسخه به‌صورت‌کلی مشابهِ هائی ۵۱ب-۱ آماده شد. به یک هواگرد هائی ۵۱ب-۱ ارابه فرود شناور متصل گشت تا پیش‌درآمد ۳۸ فروند از مدل هائی ۵۱ب-۲ از گونه جنگنده آب‌نشین با شناور آلومینیومی برای استفاده کریگس‌مارینه، باشد. در مدل هائی ۵۱ب جهت استحکام بیشتر از دو سیم برای تقویت ارابه فرود استفاده و یک مخزن سوخت ۵۰ لیتری رهاشونده نیز در زیر بدنه تعبیه شد. در مجموع ۴۵۰ فروند از این مد\۴تولید گردید.
مدل هائی ۵۱سی-۱ به عنوان واپسین نسخه عمده، عموماً برای صادرات در نظر گرفته شد. متعاقباً تعداد اندکی از هواگردهای مدل هائی ۵۱سی-۲ با تجهیزات بی‌سیم بهتر به لوفت‌وافه تحویل شد.
بدین شکل مجموعاً ۷۰۰ فروند از هواگرد هائی ۵۱ تولید شد.

## تاریخچه عملیاتی

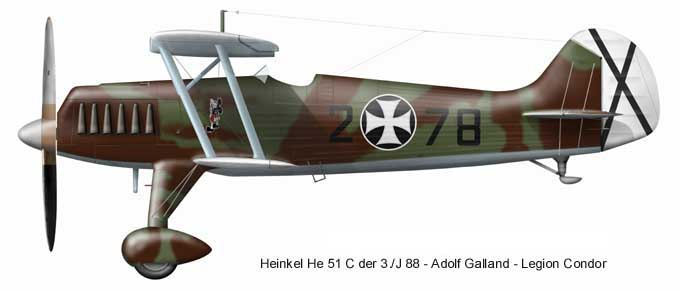
هواگرد هاینکل هائی ۵۱

هائی ۵۱ پس از تشکیل رسمی لوفت‌وافه در ماه آوریل سال ۱۹۳۵ به نخستین جنگنده این نیرو بدل گشت. نخستین جناح جنگنده لوفت‌وافه، جناح ۱۳۲ شکاری ریشتهوفن ماه آوریل سال ۱۹۳۵ به تعدادی از هواگردهای هائی ۵۱ مجهز شد. این هواگرد بعداً به دو جناح ۱۳۱ و ۱۳۴ شکاری نیز تعلق گرفت.
ماه اوت سال ۱۹۳۶ شش فروند هائی ۵۱ به درخواست ژنرال فرانکو از آدولف هیتلر، برای حضور در جنگ داخلی اسپانیا در جانب سلطنت‌طلبان به همراه شش خلبان آلمانی جهت آموزش، به این کشور اعزام گردید. مجموعاً ۷۹ فروند از مدل هائی ۵۱سی-۱ به اسپانیا فرستاده شد که ۵۱ فروند از آن مورد استفاده نیروهای ملی‌گرا و لژیون کوندور قرار گرفت. در ابتدا این جنگنده در مقابل هواگردهای دوباله قدیمی‌تر جمهوری‌خواهان به موفقیت‌هایی دست یافت.  این دوره برتری کوتاه‌مدت با ورود هواگردهای نوین‌تر شوروی از جمله پولیکارپوف آی-۱۵ و آی-۱۶ به میدان‌های نبرد به پایان رسید. با توجه به ظرفیت آتش بیشتر و سرعت بسیار بالاتر هواگردهای جدید دشمن، هائی ۵۱ دیگر نمی‌توانست از نیروهای خودی محافظت کند. به همین جهت کاربرد این هواگرد به عملیات‌های شبانه تغییر کرد. با توجه به ناتوانی در مقابله با بمب‌افکن‌های سریع‌تر دشمن، هائی ۵۱ از خدمت به عنوان جنگنده کنار نهاده شد و تنها به صورت هواگرد تهاجمی مورد استفاده قرار گرفت. در این نقش حداکثر ۶ بمب ۱۰ کیلوگرمی به زیر بدنه آن نصب می‌شد. با وجود شکست در وظایف خود به عنوان جنگنده، هائی ۵۱ به صورت هواگرد تهاجمی موفق ظاهر شد و متخصصان لوفت‌وافه را در طراحی عملیات‌های پشتیبانی هوایی نزدیک که در جنگ جهانی دوم به کار گرفته شد، یاری فراوان کرد. بسیاری از خلبنان تک‌خال برتر آینده لوفت‌وافه در جنگ جهانی دوم، مهارت پروازی خود را سوار بر هواگرد جنگنده هائی ۵۱ در اسپانیا کسب کردند. مجموعاً ۴۶ فروند هائی ۵۱ توانستند تا پایان جنگ داخلی اسپانیا سالم بمانند و با الحاق ۱۵ فروند دیگر تا سال ۱۹۵۲ در نیروی هوایی اسپانیا خدمت کنند.
هائی ۵۱ تنها تا سال ۱۹۳۸ در خط مقدم لوفت‌وافه خدمت کرد. پس از آن تنها به عنوان هواگرد آموزشی مورد استفاده قرار گرفت که در بیشتر طول جنگ در این نقش کاربرد داشت. با عدم موفقیت نسبی این هواگرد، آلمان مجبور شد پیش از آن که باید جنگنده مسرشمیت ب‌اف ۱۰۹ را وارد خدمت کند.

## کاربران
- لوفت‌وافه

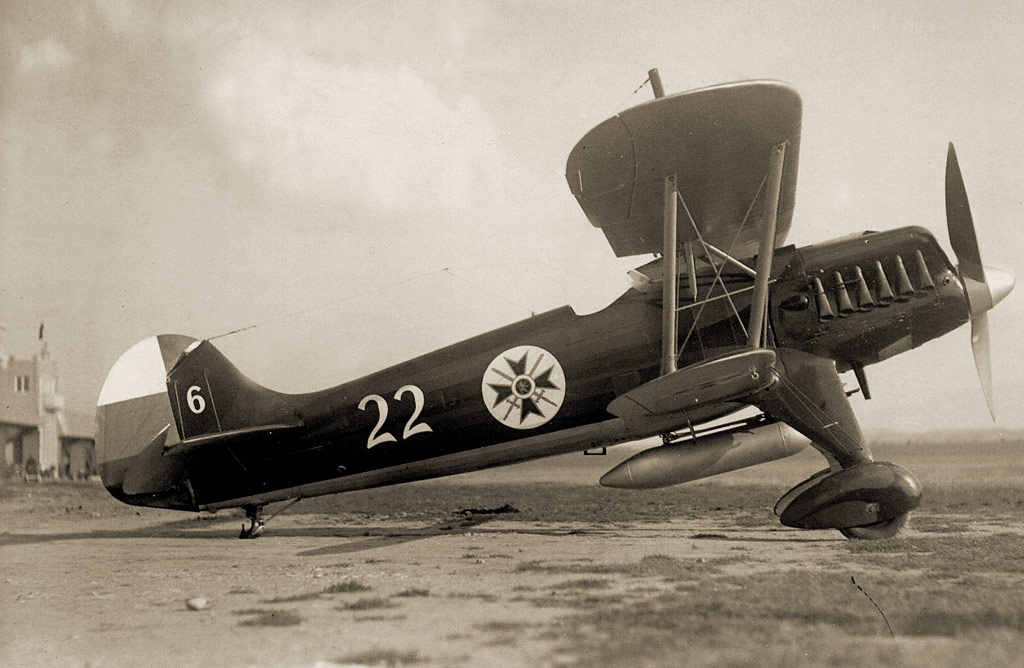
هائی ۵۱ب نیروی هوایی بلغارستان

- نیروی هوایی بلغارستان - ۱۲ فروند هائی ۵۱ب دریافت کرد.[۱۰]
- نیروی هوایی اسپانیا

## مشخصات فنی
هائی ۵۱ب-۱:
مشخصات عمومی
- خدمه: ۱ نفر
- طول: ۸٫۴ متر
- طول بال: ۱۱ متر
- ارتفاع: ۳٫۲ متر
- مساحت بال: ۲۷٫۲ متر مربع
- وزن خالی: ۱٬۴۶۰ کیلوگرم
- حداکثر وزن هنگام برخاستن: ۱٬۸۹۵ کیلوگرم
- نیرومحرکه: ۱ × موتور وی معکوس پیستونی ۱۲ سیلندر ب‌ام‌و ۶ ۷٫۳ست: ۷۵۰ اسب بخار (۵۵۹ کیلووات)
- ملخ: دو تیغه با گام متغیر[نیازمند منبع]

### عملکرد
- حداکثر سرعت: ۳۳۰ کیلومتر بر ساعت در سطح دریا
- پایاسیر: ۲۸۰ کیلومتر بر ساعت در سطح دریا
- برد: ۵۷۰ کیلومتر
- سقف پرواز: ۷٬۷۰۰ متر
- سرعت اوج‌گیری: ۱۰۰۰ متر در یک دقیقه و ۲۴ ثانیه، ۶۰۰۰ متری در ۱۶ دقیقه و ۳۰ ثانیه ۷٫۵ متر بر ثانیه[نیازمند منبع]
- نسبت توان به وزن: ۰٫۳۹۴ اسب بخار بر کیلوگرم[نیازمند منبع]

### تسلیحات
- ۲ × مسلسل ۷٫۹۲ میلی‌متر ام‌گه ۱۷ روی موتور
  - هر یک ۵۰۰ گلوله[نیازمند منبع]
- ۶ × بمب ۱۰ کیلوگرمی (در مدل‌های هواگرد تهاجمی هائی ۵۱سی-۱ و سی-۲)[نیازمند منبع]